# Väsbyån

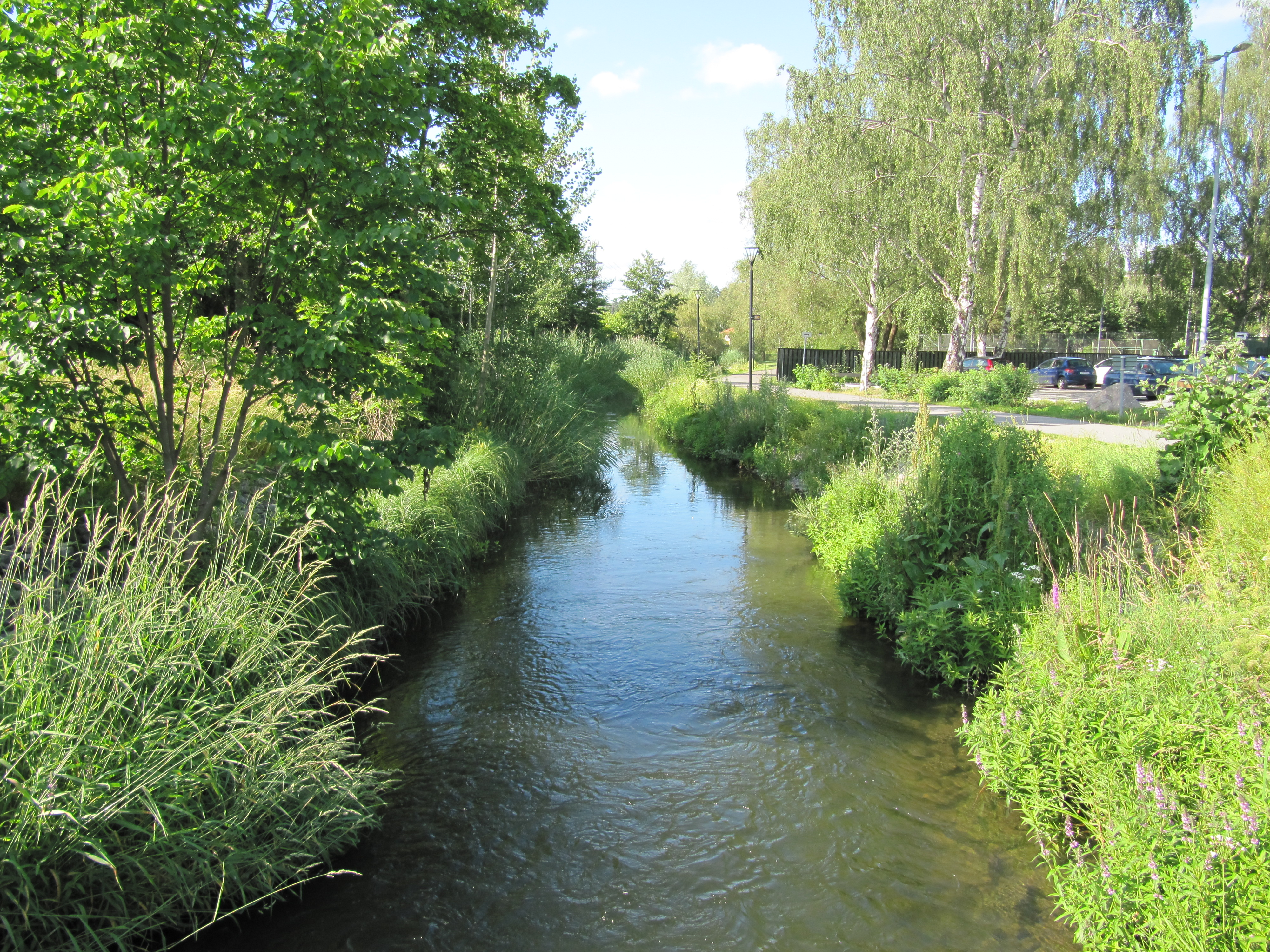
Väsbyån

Väsbyån är ett vattendrag i Upplands Väsby kommun, Stockholms län. Ån är 2,9 kilometer lång och rinner mellan Edssjön och Oxundasjön. Väsbyån är ett av få svenska vattendrag som rinner mot norr.  
I ån hittar man flera olika fiskarter, till exempel asp, nissöga, nors, gös, abborre, braxen, gädda och mört. 
Fisket i Väsbyån var förr av stor betydelse. I en handskrift från 1500-talet med kartskisser över sjöar och vattendrag i Sverige och deras betydelse för transport och försörjning
, skriver Rasmus Ludvigsson om Väsbyån: her haffwer bönderne werker nog. Det syftar på fasta anläggningar för fiske, som kallades  verkar. Det var ett system som kan liknas vid en stor ryssja, med nedslagna träpålar som förbands med ris till en vattengenomsläpplig vägg som sträckte sig över åns hela bredd och ledde in fisken till en mindre mjärde eller ryssja. Ludvigsson uppmanade även till ålfiske i ån: her kan man och byggie ålekister.
Åns inlopp vid Oxundasjön är av riksintresse för kulturminnesvård; där finns skyddsvärda gamla herrgårdslandskap. I mitten av åsträckan ligger Barockparken som anlades omkring år 1700, tillhörande Stora Wäsby slott. I parken, som är tillgänglig för allmänheten, finns en fin ädellövskog. Omgivningen runt åns utlopp från Edssjön har såväl hög botanisk artrikedom som rikt fågelliv.